# Condado de Moniteau
El condado de Moniteau (en inglés: Moniteau County), fundado en 1845, es uno de 114 condados del estado estadounidense de Misuri. En el año 2000, el condado tenía una población de 9,311 habitantes y una densidad poblacional de 6 personas por km². La sede del condado es California. El condado recibe su nombre en honor al Arroyo Moniteau.

## Geografía
Según la Oficina del Censo, el condado tiene un área total de 1085 km² (418,9 mi²), de la cual 1079 km² (416,6 mi²) es tierra y 6 km² (2,3 mi²) (0.56%) es agua.

### Condados adyacentes
- Condado de Cooper (noroeste)
- Condado de Boone (noreste)
- Condado de Cole (sureste)
- Condado de Miller (sur)
- Condado de Morgan (suroeste)

## Demografía
Según la Oficina del Censo en 2000, los ingresos medios por hogar en el condado eran de $37,168, y los ingresos medios por familia eran $42,487. Los hombres tenían unos ingresos medios de $26,807 frente a los $20,853 para las mujeres. La renta per cápita para el condado era de $16,609. Alrededor del 9.90% de la población estaban por debajo del umbral de pobreza.

## Transporte

### Carreteras principales
- U.S. Route 50
- Ruta 5
- Ruta 87
- Ruta 179

## Localidades
| - California - Clarksburg - Fortuna | - High Point - Jamestown - Latham | - Lupus - McGirk - Tipton |